# Flip-flop
Flip-flop là một phần tử nhớ trong kỹ thuật vi mạch điện tử có hai trạng thái bền và được sử dụng để lưu trữ thông tin trạng thái.

Minh họa hoạt động của chốt SR (R1, R2 = 1 kΩ R3, R4 = 10 kΩ).

Một flip-flop (thường viết tắt trong sơ đồ là f/f hay f-f) là một đa hài ổn định kép.
Mạch này thực hiện xử lý trạng thái của tín hiệu của một hoặc nhiều ngõ vào và cho kết quả ở ngõ ra. Đây là yếu tố cơ bản lưu trữ trong logic tuần tự. Flip-flop và chốt (latch) là vật liệu xây dựng cơ bản của các hệ thống thiết bị điện tử kỹ thuật số, được sử dụng trong các máy tính, truyền thông, và nhiều loại khác của hệ thống điều khiển.
Flip-flop được chế tạo thành IC tự lập hoặc là phần tử tích hợp trong các IC khác.

Một chốt SR tạo từ 2 cổng NOR

## Nguyên lý hoạt động
Flip-flop thực hiện chức năng xử lý tín hiệu vào và làm 1 bít nhớ trạng thái kết quả, với hai ngõ ra là thuận Q và đảo Q.
Nhu cầu điều khiển dẫn đến chế ra Flip-flop có thể có nhiều ngõ vào và cách thức tác động của ngõ lên kết quả khác nhau. Theo quy tắc chung, các ngõ vào chia ra ba loại:
- Ngõ vào dữ liệu D (Data): Trị logic hay trạng thái chính cần chốt.
- Ngõ vào điều khiển không đồng bộ: Khi ngõ khiển này ở mức tích cực (active) thì Flip-flop hoạt động theo cách nào đó. Ngõ này thường ký hiệu là E hay EN (enable) hay gate. Mức tích cực do nhà chế tạo đặt ra, có thể là logic 1 (thuận) hay 0 (đảo).
- Ngõ vào clock hay nhịp đồng bộ CLK: Có ở các Flip-flop cần hoạt động đồng bộ. Flip-flop thực hiện chức năng chính của nó vào thời điểm sườn xung clock chuyển từ 0 lên mức cao. Quy ước này được tất cả nhà sản xuất tôn trọng.

Trong các ngõ khiển, thì R (Reset) thường nhắc đến nhiều nhất, nó Reset cho Q trong f/f về trị logic 0, Q về trị logic 1. Chú ý rằng Reset là tín hiệu sử dụng trong mọi hệ thống digital, nhưng ở đó từng nơi nó có thể đặt trị mặc định là 1 khi cần thiết.
Trong sử dụng phải tránh Xung đột do các ngõ khiển gây ra bất định kết quả, tức là phải thiết kế timing đúng, và các ngõ khiển không dùng đến thì phải nối vào nơi có mức logic không tích cực (inactive).

## Các đặc trưng hoạt động

### Flip-flop RS
Flip-flop RS hay Flip-flop SR  là một đa hài đợi, đơn giản nhất, có 2 ngõ vào R (Reset) và S (Set). R và S ngược nhau và xung đột nhau.
F/f RS được tích hợp làm ngõ khiển trong nhiều f/f còn lại.

### Flip-flop RSH
Flip-flop RSH  là f/f RS có thêm ngõ khiển EN hay Gate. Khi EN là active thì mở cho R hay S tác động.

### Flip-flop D
Flip-flop D-type  là f/f đồng bộ, khi CLK tác động thì dữ liệu D (Data) chuyển tới ngõ ra Q.
|                       |               |                      |             |
| Flip-flop RS          | Flip-flop RSH | Flip-flop D (simple) | Flip-flop D |
|                       |               |                      |             |
| Flip-flop JK (simple) | Flip-flop JK  | Flip-flop D          | Flip-flop T |

### Flip-flop JK
Flip-flop JK  là f/f đồng bộ. Nó xử lý gần như f/f RS khi coi (J=Set, K=Reset) và giải thích sự kiện:
- J = 1, K = 0 là lệnh Set
- J = 0, K = 1 là lệnh Reset
- J = 1, K = 1 là lệnh "flip" hay toggle.
- J = 0, K = 0, thì Q trả về giá trị trạng thái trước đó của nó tức là nó giữ trạng thái hiện tại.

| Hoạt động flip-flop JK | Hoạt động flip-flop JK | Hoạt động flip-flop JK | Hoạt động flip-flop JK | Hoạt động flip-flop JK | Hoạt động flip-flop JK | Hoạt động flip-flop JK | Hoạt động flip-flop JK | Hoạt động flip-flop JK |
| Characteristic table   | Characteristic table   | Characteristic table   | Characteristic table   | Excitation table       | Excitation table       | Excitation table       | Excitation table       | Excitation table       |
| ---------------------- | ---------------------- | ---------------------- | ---------------------- | ---------------------- | ---------------------- | ---------------------- | ---------------------- | ---------------------- |
| J                      | K                      | Comment                | Qnext                  | Q                      | Qnext                  | Comment                | J                      | K                      |
| 0                      | 0                      | hold state             | Q                      | 0                      | 0                      | No Change              | 0                      | X                      |
| 0                      | 1                      | reset                  | 0                      | 0                      | 1                      | Set                    | 1                      | X                      |
| 1                      | 0                      | set                    | 1                      | 1                      | 0                      | Reset                  | X                      | 1                      |
| 1                      | 1                      | toggle                 | Q                      | 1                      | 1                      | No Change              | X                      | 0                      |

### Flip-flop T
Flip-flop T  hay f/f Toggle, thực hiện Đổi ngược ngõ ra khi có:
- T chuyển sang active
- Khi T là inactive thì khi CLK tác động.

## Ứng dụng
Ứng dụng của các mạch flip flop chủ yếu liên quan đến lưu trữ dữ liệu, truyền dữ liệu, thanh ghi, bộ đếm, phân chia tần số, bộ nhớ,..v.v..